# 測天 (初代測天型敷設艇)
測天（初代）（そくてん）は、日本海軍の雑役船（大型敷設艇）、特務艇（二等敷設艇、敷設艇）。普遍的には通称測天型敷設特務艇の1番艇とされているが、測天は敷設特務艇となる前に除籍されており、さらに特務艇類別等級表や特務艇類別等級別表上での序列は同型艇中6番目である。太平洋戦争の開戦前に同型艇中最初に除籍された。
本艇の除籍後、昭和12年度計画（③計画）に基づく基本計画番号H11の1番艇が艇名を襲用した。こちらは測天 (敷設艇)を参照のこと。

## 艇歴
測天は1910年に策定された新充実計画により、馬公敷設隊附属の大型マインボートとして、馬公要港部附属の駒橋丸とともに明治45年度軍備補充費で建造された。
1912年4月16日、第一測天丸と命名。1913年7月4日竣工。第一次世界大戦では、馬公港口の警備と哨戒に従事。第一次世界大戦終結後の1919年7月から8月にかけて、虎井嶼沖の機雷源で掃海に従事。
1920年7月1日、船名を測天に改定。同日付の特務艇類別等級の制定に伴い特務艇中の二等敷設艇に類別され、特務艇類別等級表中における同型艇中の序列を6番目に定められる。24日、馬公在泊中台風に遭遇し、第一回天に触接され、そのあおりで第二泥受船に接触した。これにより測天は艇体左舷中央部40番ビーム付近に、上甲板から水線下にまで達する裂け目が生じ、入渠修理が必要となった。
1933年5月23日、敷設艇の等級が廃され、敷設艇に類別。1935年1月、佐世保海軍工廠で入渠検査の際に艇体、機械、缶がいずれも腐食のため衰朽が著しく、爾後使用期間5年見込みの完全な修理には10万円、当面の使用に差し支えない程度の修理には1万円の費用がかかることが判明した。
1936年7月27日、海軍省は測天を廃船処分とすることに決定した。8月25日、測天は特務艇類別等級別表から削除され除籍。8月28日、測天は宇治とともに、佐世保海軍港務部に還納された。